# خليج زولا
خليج زولا (بالإنجليزية: Gulf of Zula)‏ والمعروف أيضا في لغات مختلفة بخليج أنسلي أو خليج عرفالي، هو تكتل من المياه يقع على الساحل الإريتري المطل على البحر الأحمر. الخليج يقع بالقرب من منتصف الساحل الإريتري، بين محافظة فورو وشبه جزيرة بوري من محافظة غيلالو، في منطقة البحر الأحمر شمال البلاد. الخليج يمثل تقسيم إقليمي بين شعب ساهو وشعب عفار. حددت عالم المصريات هنري سولت الموقع كأدوليس قديم.